# 伊那インターチェンジ
伊那インターチェンジ（いなインターチェンジ）は、長野県伊那市大字西箕輪と上伊那郡南箕輪村沢尻にまたがる中央自動車道のインターチェンジである。

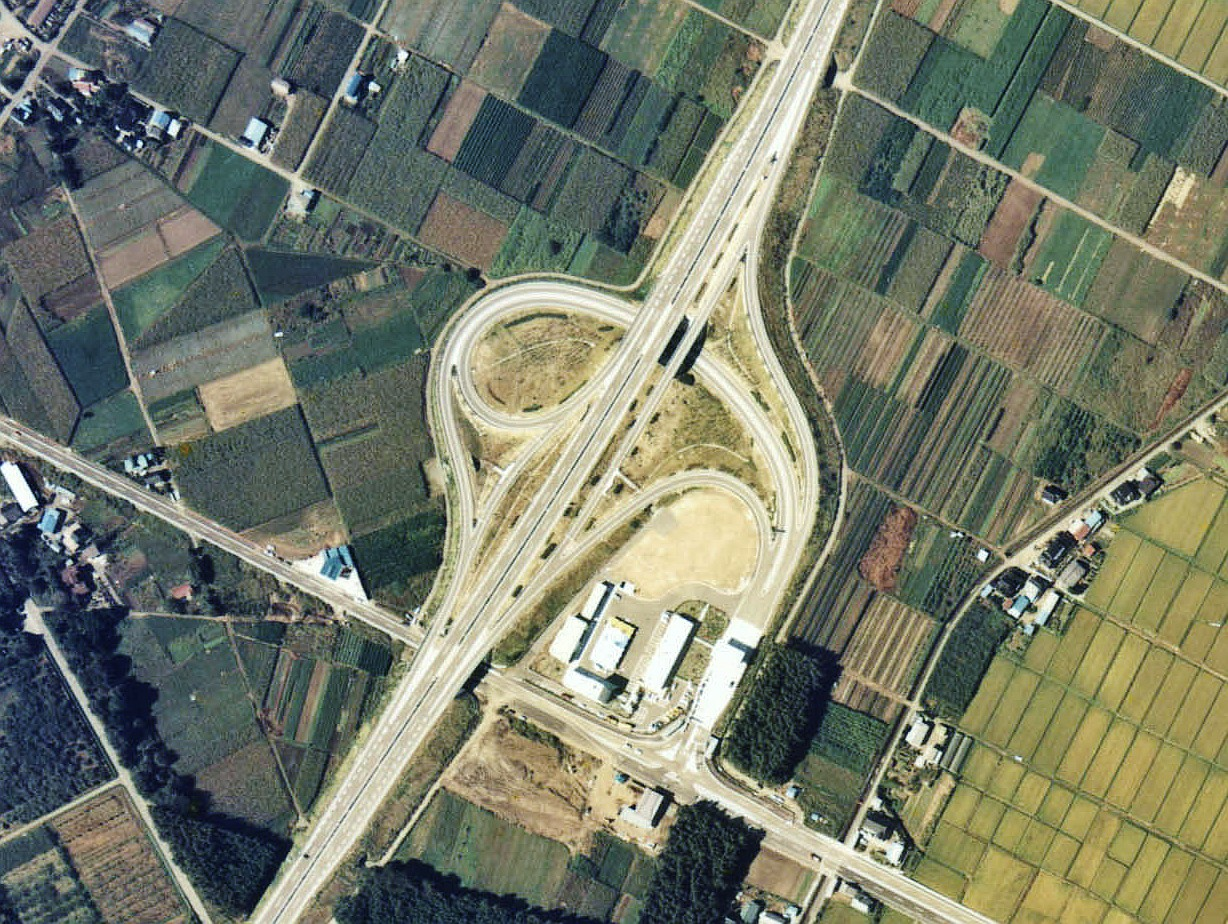
（1976年〈昭和51年〉度撮影）

木曽山脈（中央アルプス）を貫き伊那市と木曽地域を結ぶ国道361号権兵衛トンネルが2006年（平成18年）2月に完成し、木曽地域に大きくアクセス圏が広がりを見せている。
伊那バスストップを併設する。

## 道路
- E19 中央自動車道（23番）

## 接続する道路
- 長野県道87号伊那インター線
- 長野県道476号伊那インター西箕輪線

## 料金所
- ブース数：4

### 入口
- ブース数：2
  - ETC専用：1
  - ETC・一般：1

### 出口
- ブース数：2
  - ETC専用：1
  - ETC・一般：1

## 周辺
- JR東海 飯田線伊那市駅・伊那北駅
- 天竜川
- 信州大学農学部
- 長野県上伊那農業高等学校
- 長野県伊那北高等学校
- 長野県伊那弥生ヶ丘高等学校
- 長野県伊那養護学校
- 伊那中央病院
- 伊那市役所
- 長野県伊那合同庁舎
- いなっせ
- 高遠城址公園
- みはらしファーム

## 伊那バスストップ
伊那バスストップは、伊那インターチェンジに併設されている中央自動車道のバス停留所である。案内上のバス停名は中央道伊那インター。バス利用者専用の駐車場が設けられている。以前の駐車場は無料で自由に停められたが、高速バス利用者が増加したことや防犯上の観点から、伊那インター付近の駐車場は有料となっている。なお、県道上の伊那インター前とは別の地点となる。

### 停車する路線
- 飯田 - 新宿線（中央高速バス、伊那バス・信南交通・アルピコ交通・京王バス）
箕輪BS - 伊那BS - 西春近BS
- 飯田 - 横浜線（ベイブリッジ号、伊那バス）
箕輪BS - 伊那BS - 西春近BS
- 飯田 - 長野線（みすずハイウェイバス、伊那バス・信南交通・アルピコ交通）
箕輪BS - 伊那BS - 西春近BS
- 飯田 - 立川線（立川バス、京王バス、伊那バス）
箕輪BS - 伊那BS - 西春近BS
- 駒ヶ根・伊那 - 新宿線（トラビスジャパン）
箕輪BS - 伊那BS - 西春近BS
- 駒ヶ根・飯田 - 京都・大阪線（トラビスジャパン）
箕輪BS - 伊那BS - 西春近BS

## 伊那インター前バス停
伊那インター前バス停は、伊那インターチェンジ出口付近（県道上）に設置されているバス停留所である。

### 停車する路線
- 駒ヶ根・伊那 - 新宿線（中央高速バス、伊那バス・信南交通・山梨交通・フジエクスプレス・京王バス東）
箕輪BS - 伊那インター前 - 伊那バスターミナル
- 箕輪・伊那・駒ヶ根 - 名古屋線（中央道高速バス、伊那バス・信南交通・名鉄バス）
箕輪BS - 伊那インター前 - 伊那バスターミナル
- 箕輪・伊那・駒ヶ根 - 大阪（梅田）・USJ線（アルペン伊那号、伊那バス・信南交通・阪急バス）
箕輪BS - 伊那インター前 - 伊那バスターミナル

## アクセス
- 伊那市駅からタクシー8分。
- 伊那市駅から伊那バス西箕輪線 大学入口停留所から徒歩5分。
- 伊那市駅・伊那北駅から伊那バス西箕輪方面地区循環 伊那インター前停留所から徒歩5分。
- 伊那バス伊那中央病院停留所から徒歩20分。
- まっくんバス（南箕輪村コミュニティバス）伊那インター前下車。

## 隣
E19 中央自動車道
(22) 伊北IC - 箕輪BS - (23) 伊那IC - (23-1) 小黒川PA/スマートIC - 西春近BS - 宮田BS - (24) 駒ヶ根IC